# Michel Quint
Michel Quint (* 17. listopadu 1949, Leforest, Nord-Pas-de-Calais) je francouzský spisovatel.

## Životopis
Studoval klasickou literaturu a divadelnictví a poté se věnoval pedagogické činnosti. Svou literární kariéru zahájil psaním pro Théâtre Ouvert, France Culture a fejetonů pro rádio. Později začal psát detektivky a v roce 1989 obdržel Grand prix de littérature policière za Billard à l'étage. Velmi známým se stal jeho román Effroyables Jardins, vydaný v roce 2000 v edici Joëlle Losfeldové. Má pouze 64 stran, dočkal se překladů do mnoha jazyků a filmové adaptace.

## Dílo
- Le testament inavouable, Fleuve noir
- Mauvaise conscience, Fleuve noir
- Posthume, Fleuve noir
- Hôtel des deux roses, Fleuve noir
- Bella ciao, Fleuve noir
- La dernière récré, Fleuve noir
- Mascarades, Fleuve noir
- Les grands ducs, Calmann-Lévy
- Aimer à peine (2001)
- Corps de ballet, Estuaires (2006)
- Sur les pas de Jacques Brel (2008), Presses de la Renaissance
- L'espoir d'aimer en chemin (2006), Gallimard
- Jadis, Fleuve Noir
- Lundi perdu, edice Joëlle Losfeld
- Cake walk, edice Joëlle Losfeld
- L'éternité sans faute, Rivages
- Une ombre, sans doute (2008) edice Joëlle Losfeld-Gallimard
- Et mon mal est délicieux, Gallimard, 2005
- Aimer à peine, Joëlle Losfeld, 2002
- Billard à l'étage, Rivages, 1989
- Le clown pas drôle, Folio, 1996
- Le trac de la scène, Gallimard, 1999
- Effroyables jardins, Joëlle Losfeld, 2000
- Le Bélier noir, Rivages, 1994
- Sanctus, Terrain Vague, 1990
- À l'encre rouge, Rivages, 1985
- Cadavres au petit matin, Souris Noire.
- Les Joyeuses, Stock, 2009
- Avec des mains cruelles, Joëlle Losfeld, 2010
- Les amants de Francfort, Héloïse d'Ormesson, 2011
- En dépit des étoiles, Héloïse d'Ormesson, 2013